# 挪威科技大學

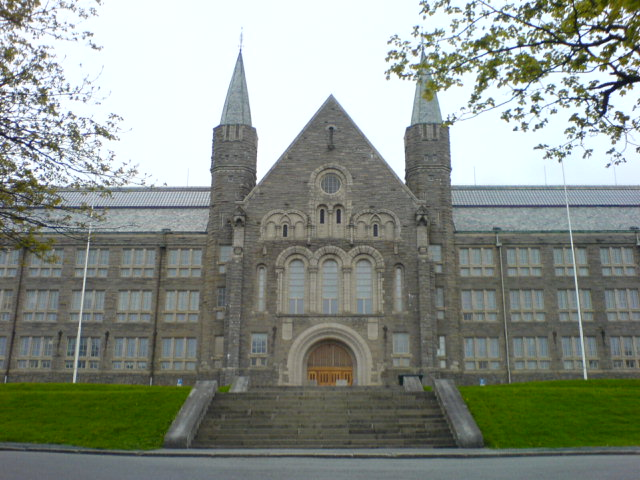
挪威科技大學主樓

挪威科技大學（挪威語：Norges teknisk-naturvitenskapelige universitet，缩写作 NTNU），是座落在挪威特隆赫姆的一所公立大學。學生人數大約41,000人，為挪威十所大學之中第一大，是挪威全國最頂尖的工程學與工業技術的研究中心。
該校有4名校友獲得諾貝爾獎。

## 歷史
挪威科技大學校史最早可追溯到1760年成立的特隆赫姆學會（Det Trondhiemske Selskab）。該學會於1767年受到挪威皇室的認可，進而改名為挪威皇家科學與文學學會（Det Kongelige Norske Videnskabers Selskab）。1767年成立自己的科學博物館、於1768年成立自己的圖書館，兩者分別為今日挪威科技大學的自然歷史與考古博物館（NTNU Vitenskapsmuseet）與圖書館（NTNU Universitetsbiblioteket）的前身。
特隆赫姆的工程師教育始於1870年成立的特隆赫姆技術職業學校（Trondhjems Tekniske Læreanstalt），即為1910年成立的挪威理工學院（Norges Tekniske Høgskole，NTH）的前身。挪威理工學院即為今日挪威科技大學的前身，1910年也被作為挪威科技大學的創校年。
1968年，特隆赫姆市內的幾所教育機構，包括挪威理工學院、挪威科學人文學院（Den allmennvitenskapelige høgskole，AVH）、及科學博物館（Vitenskapsmuseet）鬆散的組成特隆赫姆大學（Universitetet i Trondheim，UNIT）。挪威理工學院及挪威科學人文學院雖然都為特隆赫姆大學的一部份，但兩者皆維持著相當高的自主性。該校之醫學教育始於1975年（後來成立醫學院）。
挪威科技大學正式成立於1996年，將挪威理工學院、挪威科學人文學院、科學博物館、醫學院、特隆赫姆藝術學院（Kunstakademiet i Trondheim）、及特隆赫姆音樂學院（Musikkonservatoriet i Trondheim）整合為一所綜合性大學。

## 學院
挪威科技大學由8個學院、一所博物馆及其下設之56個系所所組成：
- 人文學院（Det humanistiske fakultet）
- 醫學院（Det medisinske fakultet）
- 建築與視覺藝術學院（Fakultet for arkitektur og billedkunst）
- 資訊科技、數學、與電子工程學院（Fakultet for informasjonsteknologi, matematikk og elektroteknikk）
- 工程科學與科技學院（Fakultet for ingeniørvitenskap og teknologi）
- 自然科學與科技學院（Fakultet for naturvitenskap og teknologi）
- 社會與科技管理學院（Fakultet for samfunnsvitenskap og teknologiledelse）

自然歷史與考古博物館(NTNU Vitenskapsmuseet)也是該校重要的一部分。

## 校園
挪威科技大學為多所院校所合併，其校園分散於特隆赫姆，共有11個校區。其中有最大的兩個校區，Gløshaugen(大部分的理工科系位於此)及Dragvoll(人文與社會科系位於此)。其他的校區包括Tyholt(海洋科技)、Øya(醫學院)、Kalvskinnet(考古學)、Midtbyen(音樂學系)、及Nedre Elvehavn(藝術學系)。
挪威科技大學於2016年與约维克和奥勒松兩個城市的大學合併，成為為挪威十所大學之中第一大。

## 諾貝爾獎得主
- 拉斯·昂萨格，1968年諾貝爾化學獎
- 伊瓦尔·贾埃弗，1973年諾貝爾物理學獎
- 爱德华·莫泽，2014年諾貝爾生理學或醫學獎
- 迈-布里特·莫泽，2014年諾貝爾生理學或醫學獎

## 外部連結
- 地理坐标：63°25′10″N 10°24′9″E / 63.41944°N 10.40250°E
- （挪威文）挪威科技大學 （页面存档备份，存于）
- （英文）挪威科技大學 （页面存档备份，存于）